# ジェイソン・ファン・ダイフェン
ジェイソン・ファン・ダイフェン（Jason van Duiven、2005年2月24日 - ）は、オランダ・アルメロ出身のサッカー選手。ロンメルSK所属。ポジションはFW。

## クラブ経歴
オーファーアイセル州のアルメロに生まれ、2018年にFCトゥウェンテからPSVアイントホーフェンの下部組織へ移籍した。2020年9月、育成年代の大会で得点を重ねたことで、15歳にしてPSVと自身初のプロ契約を交わした。2021-22シーズン、PSVのU-17でリーグ戦17試合21得点9アシストという成績を残すと、翌シーズンのリザーブチーム昇格が決定。2022年8月5日、エールステ・ディヴィジのヴィレムII戦にてプロデビューを果たし、この2022-23シーズンはプロ1年目ながら2部の舞台で34試合に出場し、15得点を挙げた。
2024年1月8日、エールディヴィジの舞台で得点力不足に悩んでいたアルメレ・シティFCへ2023-24シーズンいっぱいまでレンタル移籍することが決定した。
2024年8月12日、ロンメルSKに5年契約で移籍した。

## 代表経歴
2020年からオランダの各世代別代表に招集されている。